# Keltisches Kreuz am Pointe du Raz

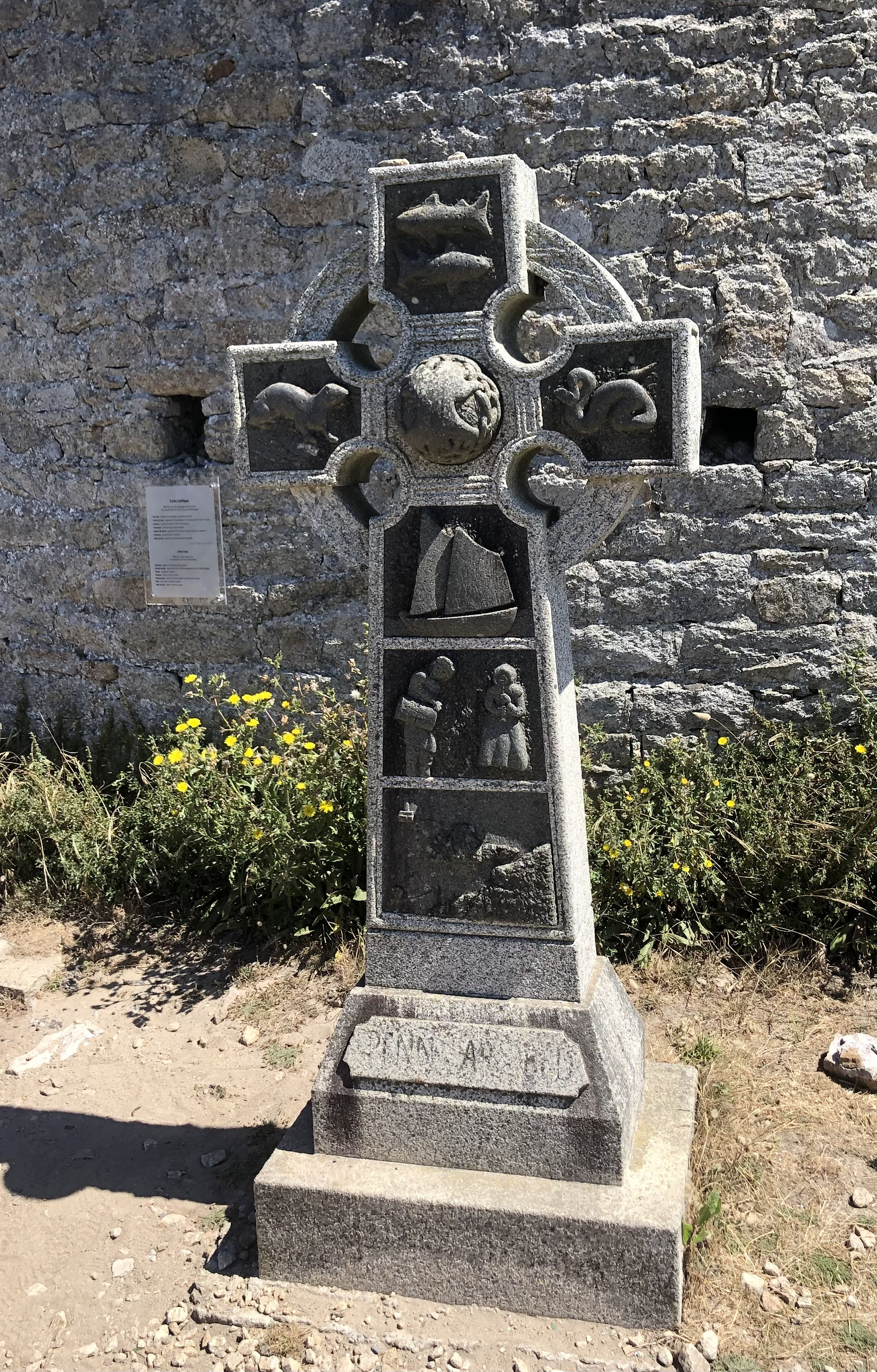
Keltisches Kreuz am Pointe du Raz, 2022

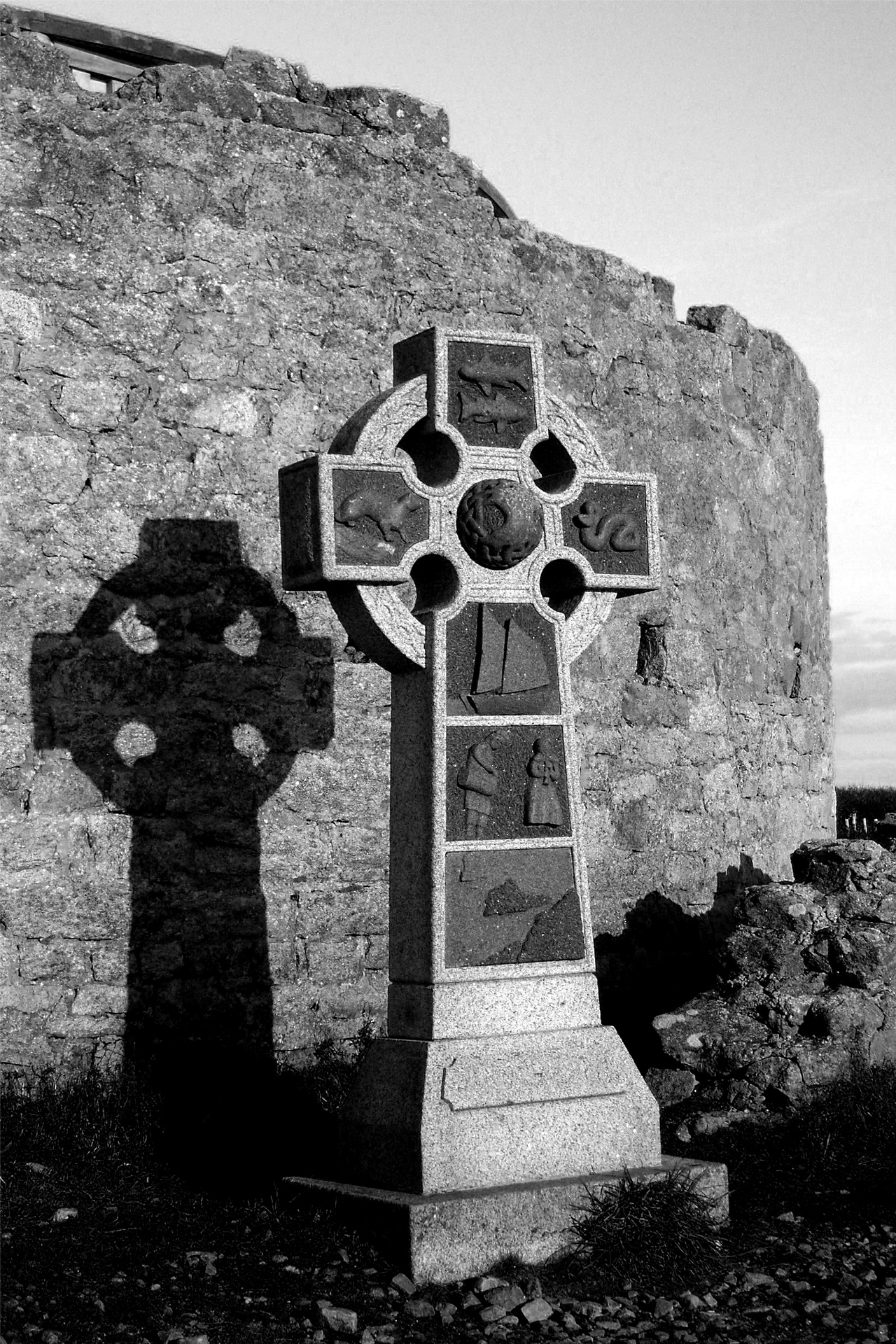
2012

Das Keltische Kreuz am Pointe du Raz (französisch Croix celtique de la Pointe du Raz) ist ein keltisches Kreuz nahe dem Pointe du Raz in der Bretagne in Frankreich.

## Lage
Das Kreuz befindet sich im Gebiet der Gemeinde Plogoff etwa 1,7 Kilometer südöstlich landseitig vor dem Kap Pointe du Raz, westlich von Bestrée. Es steht vor den Resten eines historischen Turms, der als Aussichtspunkt genutzt wird. Am Kreuz vorbei führt ein Wanderweg, der den fußläufigen Zugang zum Kap ermöglicht.

## Gestaltung und Geschichte
Das Kreuz wurde im Jahr 2000 von Gildas Castrec aus Granit gefertigt. In den Kreuzarmen finden sich in Kersantit eingebettete Tierdarstellungen. Oben zwei Fische (als Symbol für das Meer und das Christentum), links ein Hermelin (als Symbol der Reinheit und Wahrzeichen der Bretagne) und rechts eine Schlange (Symbol für die Erkenntnis und das Wissen). Unten ist ein Fischerboot (Symbol der regional bedeutenden Fischerei), bretonische Musiker (Symbol der bretonischen Kultur) sowie der Pointe du Raz dargestellt.
Unten auf dem Sockel des Kreuzes befindet sich die allerdings nur schwer lesbare Inschrift in bretonischer Sprache:
(Deutsch: Ende der Welt) 
Die Inschrift benennt die Lage am westlichen Ende Europas und steht als Symbol für das Département Finistère.